# Fontă cenușie

Diagrama de echilibru Fe-Fe_{3}C
L = lichid (metal topit)
Fe_{3}C = cementită
0–2,11 % C – oțeluri ; 2,11–6,67 % C fonte albe

Fonta cenușie este un aliaj fier–carbon cu un conținut de carbon de peste 2 % (până la 4 %) și un conținut de siliciu de aproximativ 1–3 %. Denumirea de fontă cenușie provine din culoarea cenușie a rupturii de material, datorată prezenței grafitului.
Fonta cenușie este folosită pentru corpuri a căror rigiditate este mai importantă decât rezistența de rupere, de exemplu pentru blocuri de cilindri de la motoare cu ardere internă, corpuri de pompe etc., dar și piese turnate decorative.                

## Structura
Compoziția chimică tipică pentru a  obține microstructura grafitică este de 2,5...4 % carbon și 1...3 %  siliciu. Siliciul este important deoarece este un element de stabilizare a grafitului, ceea ce se explică prin faptul că ajută ca în aliaj să se producă grafit în loc de cementită (carbură de fier). Alt factor care influențează grafitizarea este viteza de solidificare: cu cât aceasta este mai mare, cu atât este mai mare timpul necesar carbonului să difuzeze și să se acumuleze în grafit. O viteză  moderată de răcire conduce la  formarea unei matrice mai mult perlitice, în timp ce o viteză mare de răcire formează o matrice mai mult feritică. Pentru a obține o matrice complet feritică aliajul trebuie supus unui tratament termic de recoacere cu răcire lentă. Răcirea rapidă suprimă parțial sau complet grafitizarea și conduce la formarea cementitei, respectiv a fontei albe.
Grafitul se prezintă în fontă sub forma unor fulgi tridimensionali. Fulgii de grafit se comportă ca niște crestături preexistente care constituie concentratori de tensiuni și care fragilizează fonta. Prezența fulgilor de grafit conduce la o bună prelucrabilitate prin așchiere a fontei cenușii, deoarece aceasta tinde să se fisureze ușor în dreptul fulgilor de grafit. Fonta cenușie are o foarte bună capacitate de amortizare a vibrațiilor, de aceea este deseori folosită în construcția batiurilor de mașini-unelte.

## Proprietățile fontelor cenușii
Alegerea fontelor în practica industrială se face în funcție de proprietățile mecanice care pot fi standardizate sau nestandardizate. Dintre proprietățile standardizate fac parte: rezistența de rupere la tracțiune, rezistența de rupere la încovoiere, săgeata la încovoiere, duritatea Brinell. Cele mai importante proprietăți mecanice nestandardizate sunt:
- limita de elasticitate; fontele cenușii cu grafit lamelar nu posedă limită de elasticitate definită, dată fiind absența comportării real elastice (absența proporționalității între tensiune și deformație (observabilă în diagrama tensiune–deformație);
- modulul de elasticitate la tracțiune E; în cazul fontelor, la care  porțiunea rectilinie  din diagrama de deformare lipsește ( la fonte cu grafit lamelar) sau este foarte scurtă (la fonte cu grafit nodular sau la fonte maleabile) s-a definit noțiunea de modul de elasticitate în origine Eo, care este coeficientul unghiular al tangentei în origine la curba tensiune–deformație;
- rezistența la compresiune;
- rezistența la oboseală; 
- capacitatea de amortizare a vibrațiilor, măsurată prin decrementul logaritmic;
- rezistența la uzură;
- proprietățile la temperaturi înalte (scăderea rezistenței mecanice, viteza de fluaj etc.)

## Tratamente termice
Tratamentele termice ale fontelor cu grafit lamelar permit îmbunătățirea apreciabilă a unor caracteristici mecanice. De  exemplu, se poate mări duritatea unei piese de fontă pentru a-i mări rezistența la uzură, sau, dimpotrivă, se poate micșora duritatea pentru a îmbunătăți prelucrabilitatea prin așchiere, sau se pot elimina eventualele tensiuni interne., rezultate din fabricare.
În general, fontelor cu grafit lamelar li se pot aplica următoarele tratamente termice; detensionare, recoacere de înmuiere, călire și revenire. 
Tratamentul de detensionare se aplică numai categoriilor superioare de fonte cu grafit lamelar , în cazul în care este necesară o anumită stabilitate dimensională și dacă siguranța în funcționare o impune.  
Recoacerea de înmuiere constă în menținerea pieselor la o temperatură suficient de ridicată , astfel încât să aibă loc descompunerea perlitei și eventual a cementitei libere.
Tratamentul termic de călire-revenire permite creșterea anumitor caracteristici ale fontelor, în special a rezistenței mecanice, durității și rezistenței la uzură.
Dintre tratamentele de călire-revenire aplicate fontelor, cele mai importante sunt:
- călirea superficială (cu flacără sau prin inducție);
- călirea pătrunsă, adică a întregii mase a piesei („quench hardening”);
- călirea izotermă  („hot quenching”).

După călire-revenire, rezistența la uzură a unei piese  din fontă cu grafit lamelar și structură perlitică crește de cinci ori. 